# Siergijewo (przystanek kolejowy)
Siergijewo (ros. Сергиево) – przystanek kolejowy w miejscowości Petersburg, w Rosji. Położony jest na linii z Dworca Bałtyckiego do Wiejmarna.

## Historia
Przystanek powstał w XIX w. na linii do Oranienbaumu pomiędzy stacjami Ligowo i Strielna. Początkowo nosił nazwę Siergijewo (Siergijewskij Wokzal), później Siergijewskaja Pustyń (ros. Сергиевская Пустынь), od pobliskiego klasztoru. W okresie sowieckim nazwę zmieniono na Wołodarskaja (ros. Володарская), na cześć komunisty W. Wołodarskiego.
W 2005 lokalna parafia prawosławna wniosła petycję o przywrócenie historycznej nazwy przystanku, która została pozytywnie zaopiniowana przez Komisję Toponimiczną Petersburga. Kolej Październikowa, będąca zarządcą obiektu, początkowo uchylała się od zmiany, jednak ostatecznie ją przeprowadziła.

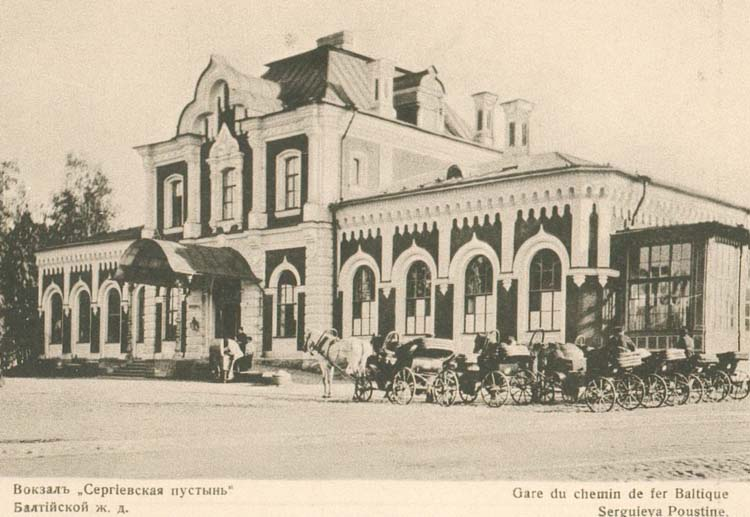
stacja Siergijewskaja Pustyń przed 1917
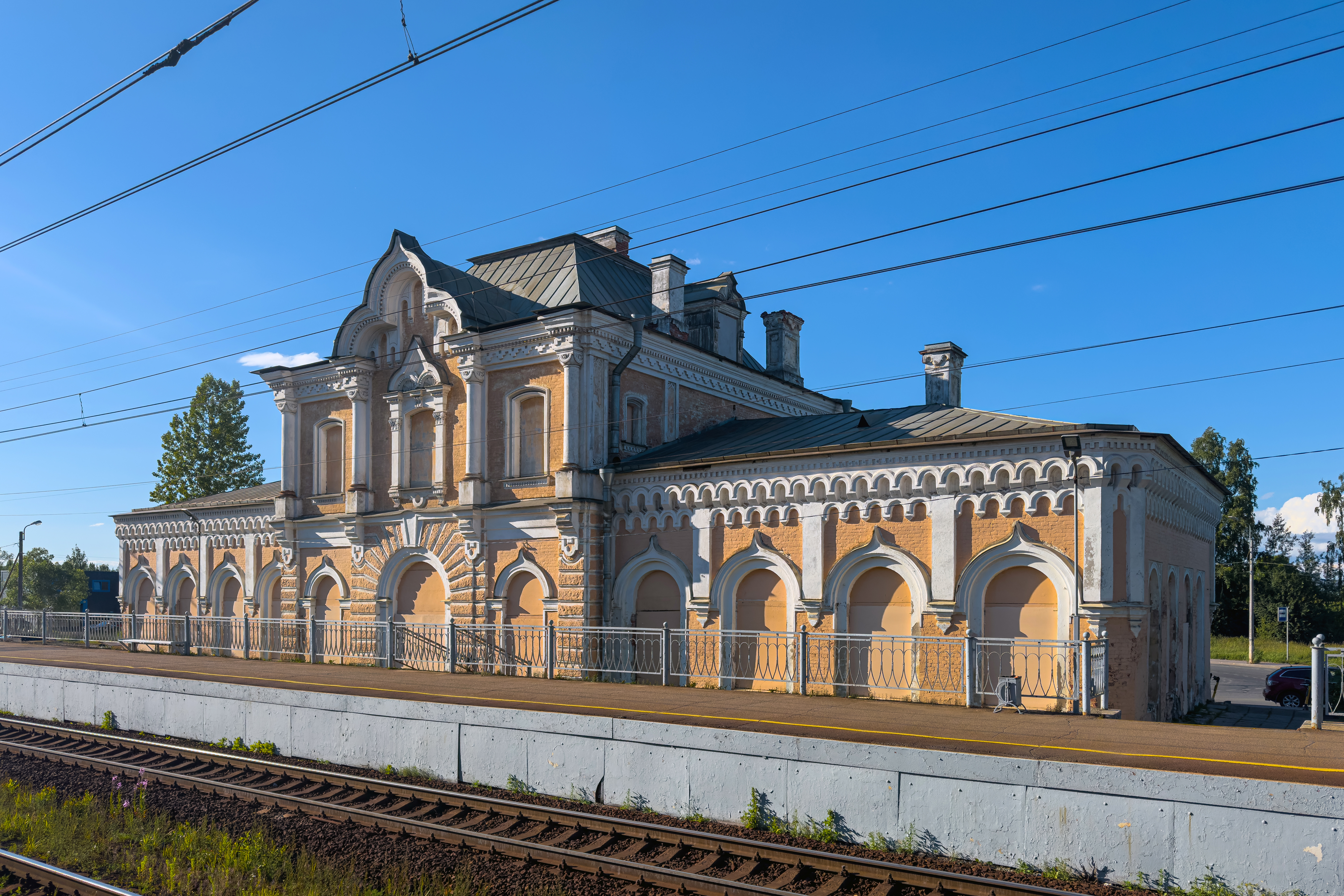
stacja Siergijewo w 2024 roku